# Lyriothemis eurydice
Lyriothemis eurydice is een libellensoort uit de familie van de korenbouten (Libellulidae), onderorde echte libellen (Anisoptera).
De wetenschappelijke naam Lyriothemis eurydice is voor het eerst geldig gepubliceerd in 1909 door Ris.